# Batalha de Guadarrama
A Batalha de Guadarrama (em espanhol: Batalla de Guadarrama, também conhecida como Batalla de Somosierra) foi uma batalha envolvendo tropas leais à Segunda República Espanhola na Cordilheira de Guadarrama, no início da Guerra Civil Espanhola.

## História
Em 18 de Julho de 1936, na época do golpe dos generais pró-Fascistas, o General rebelde Emilio Mola desenvolveu um plano para tomar Madrid de assalto enviando tropas de Navarra a grande velocidade através do Passagem de Somosierra. [1]
A batalha aconteceu no dia 24 de Julho, quando as tropas rebeldes formadas pelas unidades Carlistas e Falangistas, a primeira liderada pelo Coronel Ricardo Rada, chegaram à área e ocuparam a aldeia de Braojos e à estação ferroviária de Villavieja. Mas nas partes altas da cordilheira foram combatidas por tropas lealistas comandadas pelo Capitão Francisco Galán. [1]
Depois de ferozes batalhas, as tropas Republicanas, que incluíam diferentes milícias, bem como o recém-formado Quinto Regimento, conseguiram finalmente repelir a tentativa de invasão da capital. [2]